# Diecezja Astorgi
Diecezja Astorgi (łac. Dioecesis Asturicensis) – diecezja Kościoła rzymskokatolickiego w Hiszpanii. Należy do metropolii Oviedo. Została erygowana w 747.

## Główne świątynie
- Katedra: Katedra Wniebowzięcia Najświętszej Maryi Panny w Astordze
- Bazylika mniejsza: Bazylika Matki Bożej ''de la Encina'' w Ponferradzie